# Benalup-Casas Viejas
Benalup-Casas Viejas è un comune spagnolo di 7.151 abitanti situato nella comunità autonoma dell'Andalusia.
Il comune venne creato nel 1991 come distaccamento da Medina-Sidonia.

## Società

### Evoluzione demografica
| 1996  | 1998  | 1999  | 2000  | 2001  | 2002  | 2003  | 2004  | 2005  |
| ----- | ----- | ----- | ----- | ----- | ----- | ----- | ----- | ----- |
| 5.971 | 6.179 | 6.286 | 6.305 | 6.342 | 6.371 | 6.610 | 6.706 | 6.754 |